# Andrej Goloebev
Andrej Aleksandrovitsj Goloebev (Russisch: Андре́й Алекса́ндрович Го́лубев) (Volzjski, 22 juli 1987) is een Kazachs tennisser van Russische origine. Hij is prof sinds 2005. Hij haalde in 2008 voor het eerst de top 100 en in 2010 voor het eerst de top 50. Zijn hoogste plaats op de ATP-ranglijst is de 33e, die hij behaalde op 4 oktober 2010.
Goloebev schreef in zijn carrière een enkeltoernooi op zijn naam. Verder heeft hij in het enkelspel ook drie challengers en vier futurestoernooien gewonnen. Zijn beste resultaat in het enkelspel op een grandslamtoernooi is de tweede ronde.
Tot en met het toernooi van Wimbledon in 2008 kwam Goloebev uit onder de Russische nationaliteit, daarna onder de Kazachse nationaliteit.

## Carrière

### Jaarverslagen

#### 2005-2007
Goloebev werd prof in 2005. In de jaren 2005-2007 speelde hij hoofdzakelijk Futures- en challengertoernooien. Hij bereikte zijn eerste finale in een challengertoernooi in 2007 op het toernooi van Recanati (Italië). In oktober 2007 kwalificeerde hij zich voor zijn eerste ATP-toernooi (Bazel) en boekte hij ook meteen zijn eerste winst op een ATP-toernooi door de Amerikaan Amer Delić in de eerste ronde te verslaan. Goloebev verloor in de tweede ronde van de Fransman Paul-Henri Mathieu.

#### 2008
In 2008 won Goloebev twee challengertoernooien: Heilbronn en Astana. Hij bereikte in oktober ook zijn eerste finale van een ATP-toernooi in Sint-Petersburg, die hij verloor van Andy Murray. Hij kwalificeerde zich in 2008 ook voor de eerste maal voor een Masterstoernooi: op het Masterstoernooi van Canada haalde hij de hoofdtabel, maar werd in de eerste ronde meteen uitgeschakeld door Thomas Johansson. Hij maakte zijn grandslamdebuut als lucky loser op de US Open in 2008 en verloor in de tweede ronde van de Argentijn David Nalbandian. Goloebev sloot het jaar voor de eerste maal in de top 100 af, op plaats 94.

#### 2009 - 2010
In de meeste toernooien in de eerste helft van het jaar werd Goloebev in de eerste of tweede ronde verslagen, of werd hij al in de kwalificaties uitgeschakeld. Op de Australian Open verloor hij in de eerste ronde van de Italiaan Fabio Fognini. Op Roland Garros verloor hij in de tweede ronde van Lleyton Hewitt. Op Wimbledon en de US Open sneuvelde hij in de eerste ronde. Tijdens het najaar won hij voor de tweede maal op rij de challenger van Astana.
In 2010 won Goloebev voor het eerst in de eerste ronde van de Australian Open, tegen Mardy Fish, maar verloor in de tweede ronde. Eind januari verloor hij de finale van de challenger van Heilbronn. Op Roland Garros en Wimbledon werd hij al meteen in de eerste ronde uitgeschakeld. Op zondag 25 juli schreef hij tennisgeschiedenis door als eerste Kazach een ATP-toernooi te winnen. Hij won het ATP-toernooi van Hamburg door in de finale de Oostenrijker Jürgen Melzer te verslaan. Op zijn weg naar de finale had hij onder andere al nummer 6 van de wereld Nikolaj Davydenko verslagen. Tijdens de rest van de zomer bleven de resultaten wat uit. Op de US Open verloor hij in de eerste ronde. In het najaar bereikte hij de finale van het ATP-toernooi van Kuala Lumpur. Hij versloeg er op weg naar de finale onder andere Robin Söderling en David Ferrer, maar sneuvelde uiteindelijk tegen Michail Joezjny. Na het toernooi bereikte hij met een 33e plaats op de ATP-ranglijst, zijn hoogste positie tot dan toe. Goloebev sloot het jaar voor het eerst binnen de top 50 af, op plaats 36.

#### 2011 - 2012
Goloebev werd in de eerste ronde van de Australian Open, Roland Garros en Wimbledon uitgeschakeld, net zoals in de meeste toernooien in het voorjaar waaraan hij deelnam. Ook na Wimbledon bleef hij verliezen. In Hamburg, waar hij titelverdediger was, verloor hij ook in de eerste ronde. Hierdoor verloor hij heel wat rankingpunten en tuimelde hij uit de top 100. Ook op de US Open lag Goloebev er meteen in de openingsronde uit. In vrije val op de ATP-ranglijst eindigde hij op plaats 148.
In de eerste helft van 2012 speelde Goloebev challengers en wist hij zich via de kwalificaties te plaatsen voor meerdere ATP-toernooien. Zo haalde hij de tweede ronde op de Australian Open en op het Masterstoernooi van Indian Wells.

#### 2013 - 2015
In de jaren nam Goloebev vooral deel aan challengertoernooien. In 2014 haalde hij zijn eerste dubbelspelfinale in Kitzbühel aan de zijde van Daniele Bracciali. De finale verloren ze echter. Ook haalde hij de halve finales van Roland Garros.
Verder won hij drie toernooien in het enkelspel en één in het dubbelspel bij de challengertoernooien.

### Davis Cup
In 2008 speelde Goloebev voor het eerst voor Kazachstan in een play-off tegen de Filipijnen in Groep 1 van de Aziatisch/Oceanische Zone. Hij speelde elk jaar van 2008 tot en met 2012 in de Davis Cup. In totaal speelde hij vijftien enkel- en vier dubbelpartijen, waarvan hij er respectievelijk elf en drie won.

## Prijzen en onderscheidingen
- 2010 - ATP Most Improved Player (ATP Meest verbeterde speler)

## Palmares
| Legenda                       | Legenda               |
| ----------------------------- | --------------------- |
| Grand Slam                    |                       |
| Olympische Spelen             |                       |
| tot 2009                      | vanaf 2009            |
| Tennis Masters Cup            | ATP Finals            |
| ATP Masters Series            | ATP Tour Masters 1000 |
| ATP International Series Gold | ATP Tour 500          |
| ATP International Series      | ATP Tour 250          |

### Enkelspel
| Nr.                  | Datum             | Toernooi            | Ondergrond    | Tegenstander in finale | Score                  | Details |
| -------------------- | ----------------- | ------------------- | ------------- | ---------------------- | ---------------------- | ------- |
| gewonnen finales     |                   |                     |               |                        |                        |         |
| 1.                   | 19 juli 2010      | ATP Hamburg         | Gravel        | Jürgen Melzer          | 6-3, 7-5               | details |
| verloren finales     |                   |                     |               |                        |                        |         |
| 1.                   | 20 oktober 2008   | ATP Sint-Petersburg | Hardcourt     | Andy Murray            | 1-6, 1-6               | details |
| 2.                   | 27 september 2010 | ATP Kuala Lumpur    | Hardcourt     | Michail Joezjny        | 7-6(7), 2-6, 6-7(3)    | details |
| Gewonnen challengers |                   |                     |               |                        |                        |         |
| 1.                   | 21 januari 2008   | Heilbronn           | Tapijt        | Philipp Petzschner     | 2-6, 6-1, 3-1 opgave   |         |
| 2.                   | 3 november 2008   | Astana              | Hardcourt     | Laurent Recouderc      | 1-6, 7-5, 6-3          |         |
| 3.                   | 2 november 2009   | Astana              | Hardcourt     | Illja Martsjenko       | 6-3, 6-3               |         |
| 4.                   | 30 juni 2013      | Marburg             | Gravel        | Diego Schwartzman      | 6-1, 6-3               |         |
| 5.                   | 24 november 2013  | Tjoemen             | Hardcourt (i) | Andrej Koeznetsov      | 6-4, 6-3               |         |
| 6.                   | 13 maart 2016     | Jönköping           | Hardcourt (i) | Karen Chatsjanov       | 6-7(9), 7-6(5), 7-6(4) |         |

### Dubbelspel
| Nr.                              | Datum             | Toernooi            | Ondergrond    | Partner              | Tegenstanders in finale                | Score               | Details |
| -------------------------------- | ----------------- | ------------------- | ------------- | -------------------- | -------------------------------------- | ------------------- | ------- |
| gewonnen finales herendubbel     |                   |                     |               |                      |                                        |                     |         |
| 1.                               | 22 oktober 2023   | ATP Stockholm       | Hardcourt (i) | Denys Moltsjanov     | Yuki Bhambri Julian Cash               | 7-6(8), 6-2         | details |
| verloren finales herendubbel     |                   |                     |               |                      |                                        |                     |         |
| 1.                               | 2 augustus 2014   | ATP Kitzbühel       | Gravel        | Daniele Bracciali    | Henri Kontinen Jarkko Nieminen         | 1-6, 4-6            | details |
| 2.                               | 12 juni 2021      | Roland Garros       | Gravel        | Aleksandr Boeblik    | Pierre-Hugues Herbert Nicolas Mahut    | 6-4, 6-7(1), 4-6    | Details |
| 3.                               | 31 oktober 2021   | ATP Sint-Petersburg | Hardcourt (i) | Hugo Nys             | Jamie Murray Bruno Soares              | 3-6, 4-6            | Details |
| Gewonnen challengers herendubbel |                   |                     |               |                      |                                        |                     |         |
| 1.                               | 9 juli 2007       | Mantua              | Gravel        | Francesco Piccari    | Leonardo Azzaro Marco Crugnola         | 6-3, 6-2            |         |
| 2.                               | 11 juni 2012      | Monza               | Gravel        | Yuri Schukin         | Tejmoeraz Gabasjvili Stefano Ianni     | 7-6(4), 5-7, 10-7   |         |
| 3.                               | 30 juni 2013      | Marburg             | Gravel        | Evgeny Korolev       | Jesse Huta Galung Jordan Kerr          | 6-3, 1-6, 10-6      |         |
| 4.                               | 10 januari 2016   | Happy Valley        | Hardcourt     | Matteo Donati        | Denis Moltsjanov Oleksandr Nedovjesov  | 3-6, 7-6(5), [10-1] |         |
| 5.                               | 29 mei 2016       | Vicenza             | Gravel        | Nikola Mektić        | Gastao Elias Fabricio Neis             | 6-3, 6-3            |         |
| 6.                               | 19 juni 2016      | Poprad-Tatry        | Gravel        | Ariel Behar          | Lukas Dlouhy Andrej Martin             | 6-2, 5-7, [10-5]    |         |
| 7.                               | 21 juli 2019      | Nur-Sultan          | Hardcourt     | Oleksandr Nedovjesov | Chung Yun-seong Nam Ji-sung            | 6-4, 6-4            |         |
| 8.                               | 15 september 2019 | Istanboel           | Hardcourt     | Oleksandr Nedovjesov | Marek Gengel Lukas Rosol               | Walk-over           |         |
| 9.                               | 19 januari 2020   | Bangkok             | Hardcourt     | Oleksandr Nedovjesov | Sanchai Ratiwatana Christopher Rungkat | 3-6, 7-6, [10-5]    |         |
| 10.                              | 2 februari 2020   | Quimper             | Hardcourt     | Oleksandr Nedovjesov | Ivan Sabanov Matej Sabanov             | 6-4, 6-2            |         |
| 11.                              | 23 augustus 2020  | Todi                | Gravel        | Ariel Behar          | Elliot Benchetrit Hugo Gaston          | 6-4, 6-2            |         |
| 12.                              | 30 augustus 2020  | Triëst              | Gravel        | Ariel Behar          | Hugo Gaston Tristan Lamasine           | 6-4, 6-2            |         |
| 13.                              | 6 september 2020  | Cordenons           | Gravel        | Ariel Behar          | Andres Molteni Hugo Nys                | 7-5, 6-4            |         |
| 14.                              | 22 november 2020  | Orlando             | Hardcourt     | Oleksandr Nedovjesov | Mitchell Krueger Jackson Withrow       | 7-5, 6-4            |         |
| 15.                              | 11 april 2021     | Split               | Gravel        | Oleksandr Nedovjesov | Szymon Walkow Jan Zielinski            | 7-5, 6-7, [10-5]    |         |

## Resultaten grandslamtoernooien
| Legenda | Legenda                          |
| ------- | -------------------------------- |
| g.t.    | geen toernooi gehouden           |
| l.c.    | lagere categorie                 |
| –       | niet deelgenomen                 |
| G       | uitgeschakeld in de groepsfase   |
| 1R      | uitgeschakeld in de eerste ronde |
| 2R      | uitgeschakeld in de tweede ronde |
| 3R      | uitgeschakeld in de derde ronde  |
| 4R      | uitgeschakeld in de vierde ronde |
| KF      | uitgeschakeld in de kwartfinale  |
| HF      | uitgeschakeld in de halve finale |
| F       | de finale verloren               |
| W       | het toernooi gewonnen            |
| w-v     | winst/verlies-balans             |

### Enkelspel
| Grandslamtoernooien  |      |      |      |      |      |      |      |      |      |      |      |      |      |      |      |
| Australian Open      | –    | –    | 1R   | 2R   | 1R   | 2R   | –    | 1R   | 1R   | –    | –    | –    | –    | –    | –    |
| Roland Garros        | –    | –    | 2R   | 1R   | 1R   | –    | –    | 1R   | 1R   | –    | –    | –    | –    | –    | –    |
| Wimbledon            | –    | –    | 1R   | 1R   | 1R   | –    | –    | 1R   | –    | –    | –    | –    | –    | g.t. | –    |
| US Open              | –    | 2R   | 1R   | 1R   | 1R   | –    | –    | 1R   | –    | –    | –    | –    | –    | –    |      |
| ATP Masters 1000     |      |      |      |      |      |      |      |      |      |      |      |      |      |      |      |
| Indian Wells         | –    | –    | –    | –    | 2R   | 2R   | –    | 1R   | 2R   | –    | –    | –    | –    | g.t. |      |
| Miami                | –    | –    | –    | 1R   | 1R   | –    | –    | 1R   | 2R   | –    | –    | –    | –    | g.t. | –    |
| Monte Carlo          | –    | –    | –    | 2R   | 1R   | –    | –    | –    | –    | –    | –    | –    | –    | g.t. | –    |
| Madrid               | –    | –    | –    | –    | 1R   | –    | –    | 1R   | –    | –    | –    | –    | –    | g.t. | –    |
| Rome                 | –    | –    | –    | –    | 1R   | –    | 1R   | 2R   | –    | –    | –    | –    | –    | –    | –    |
| Hamburg              | –    | –    | l.c. | l.c. | l.c. | l.c. | l.c. | l.c. | l.c. | l.c. | l.c. | l.c. | l.c. | l.c. | l.c. |
| Montreal/Toronto     | –    | 1R   | 2R   | –    | 1R   | –    | –    | –    | –    | –    | –    | –    | –    | g.t. | –    |
| Cincinnati           | –    | –    | –    | –    | 2R   | –    | –    | –    | –    | –    | –    | –    | –    | –    |      |
| Shanghai             | g.t. | g.t. | –    | 1R   | –    | –    | –    | 1R   | –    | –    | –    | –    | –    | g.t. |      |
| Parijs               | –    | –    | –    | 1R   | –    | –    | –    | –    | –    | –    | –    | –    | –    | –    |      |
| Olympische Spelen    |      |      |      |      |      |      |      |      |      |      |      |      |      |      |      |
| Olympische Spelen    | g.t. | –    | g.t. | g.t. | g.t. | –    | g.t. | g.t. | g.t. | –    | g.t. | g.t. | g.t. | g.t. | –    |
| Statistieken         |      |      |      |      |      |      |      |      |      |      |      |      |      |      |      |
| Totaal aantal titels | 0    | 0    | 0    | 1    | 0    | 0    | 0    | 0    | 0    | 0    | 0    | 0    | 0    | 0    | 0    |
| Eindejaarsranking    | 171  | 94   | 133  | 36   | 148  | 161  | 82   | 74   | 206  | 229  | 588  | —    | 741  | 774  | —    |

### Mannendubbelspel
| Grandslamtoernooien  |      |      |      |     |      |      |      |     |      |      |      |      |      |      |      |   |
| Australian Open      | –    | –    | 1R   | –   | –    | 1R   | 2R   | –   | –    | –    | –    | –    | 3R   | 1R   | 2R   |   |
| Roland Garros        | –    | 2R   | 3R   | –   | –    | HF   | 2R   | –   | –    | –    | –    | –    | F    | 1R   | 1R   |   |
| Wimbledon            | –    | 2R   | 1R   | –   | –    | 1R   | –    | –   | –    | –    | –    | g.t. | 3R   | 1R   | 1R   |   |
| US Open              | 1R   | 1R   | –    | –   | –    | 1R   | –    | –   | –    | –    | –    | –    | 3R   | 1R   | 2R   |   |
| ATP Masters 1000     |      |      |      |     |      |      |      |     |      |      |      |      |      |      |      |   |
| Indian Wells         | –    | –    | –    | –   | –    | –    | –    | –   | –    | –    | –    | g.t. | –    | HF   | –    |   |
| Miami                | –    | –    | 1R   | –   | –    | –    | –    | –   | –    | –    | –    | g.t. | –    | 1R   | –    |   |
| Monte Carlo          | –    | –    | –    | –   | –    | –    | –    | –   | –    | –    | –    | g.t. | –    | 1R   | –    |   |
| Madrid               | –    | –    | –    | –   | –    | –    | –    | –   | –    | –    | –    | g.t. | –    | 1R   | –    |   |
| Rome                 | –    | –    | –    | –   | –    | –    | –    | –   | –    | –    | –    | –    | –    | HF   | –    |   |
| Montreal/Toronto     | –    | –    | –    | –   | –    | –    | –    | –   | –    | –    | –    | g.t. | 2R   | –    | –    |   |
| Cincinnati           | –    | –    | –    | –   | –    | –    | –    | –   | –    | –    | –    | –    | 1R   | –    | –    |   |
| Shanghai             | –    | –    | –    | –   | –    | –    | –    | –   | –    | –    | –    | g.t. | g.t. | g.t. | –    |   |
| Parijs               | –    | 1R   | –    | –   | –    | –    | –    | –   | –    | –    | –    | –    | 1R   | –    | –    |   |
| Olympische Spelen    |      |      |      |     |      |      |      |     |      |      |      |      |      |      |      |   |
| Olympische Spelen    | g.t. | g.t. | g.t. | –   | g.t. | g.t. | g.t. | –   | g.t. | g.t. | g.t. | g.t. | 1R   | g.t. | g.t. |   |
| Statistieken         |      |      |      |     |      |      |      |     |      |      |      |      |      |      |      |   |
| Totaal aantal titels | 0    | 0    | 0    | 0   | 0    | 0    | 0    | 0   | 0    | 0    | 0    | 0    | 0    | 0    | 0    | 1 |
| Eindejaarsranking    | 272  | 130  | 200  | 241 | 181  | 74   | 175  | 156 | 436  | —    | 169  | 88   | 28   | 47   | 61   |   |